# Petrus Edholm
Petrus "Pelle" Edholm, född 2 september 1849 i Bjärtrå socken, död 10 september 1921 i Stockholm, var en svensk smed och fornforskare.
Petrus Edholm var son till smeden Johan Olof Edholm. Hans enda utbildning var 56 dagars folkskoleundervisning enligt lancastermodellen, men genom självstudier skaffade han sig senare en omfattande kunskap som gjorde att han ofta anlitades för skrivgöromål i trakterna runtomkring. Han var verksam som såväl smed som bleck- och plåtslagare och även som instrumentmakare. Tidigt intresserade han sig för Bjärtrås historia och skrev av gamla dokument och lyckades slutligen bygga upp en stor samling äldre dokument, som 1920 köptes av Bjärtrå kommun. Edholm intresserade sig även för fornfynd och inför 1874 års arkeologikongress utsändes en förfrågan om fornfynd från olika delar av landet började han samla fynd som påträffats på olika håll i Ångermanland och bidrog i hög grad till kunskapen om stenåldern i landskapet, som dessförinnan nästan varit helt okänd. 1906 erhöll han den antikvariska medaljen av silver från Antikvitetsakademien.
På 1880-talet kom Edholm i kontakt med Artur Hazelius och värvades av honom som inköpare och folkminnesupptecknare. 1920 kunde Nordiska museet konstatera att hälften av alla föremål från Ångermanland, omkring 1.200 föremål var insamlade av Edholm. Som fattig åldring erhöll Edholm 1921 en statlig årlig pension som erkänsla för sina insatser inom de historiska vetenskaperna. Under en resa till Stockholm för studier vid Riksarkivet 1922 blev han påkörd av en lastbil, varvid han bröt lårbenet, vilket efter 14 dagar ledde till hans död. Edholm är begravd på Bjärtrå kyrkogård.